# Фернандо Колор
Фернанду Алфонсо Колор ди Мелу (на португалски: Fernando Affonso Collor de Mello [feʁˈnɐ̃du aˈfõsu ˈkɔloʁ dʒi ˈmɛlu]) е бразилски политик и президент на Бразилия от 15 март 1990 до 29 декември 1992 г. Подава оставка, неуспявайки да спре процес на обвинение срещу него от бразилския Сенат. Колор е първият президент, избран директно от народа след края на бразилското военно управление. Той става най-младият президент в историята на Бразилия, заемащ длъжността на 40-годишна възраст.

## Биография
След оттеглянето му от президентския пост, обвинението в корупция продължава, Колор е признат за виновен от Сената и е осъден на лишаване от право да заема изборна длъжност в продължение на осем години (1992 – 2000 г.). По-късно той е оправдан в съдебен процес пред Върховния федерален съд на Бразилия поради липса на валидни доказателства.
Фернандо Колор е роден в политическо семейство на 12 август 1949. Той е син на бившия сенатор Арнон Aлфонсо де Фариас Мело и Леда Колор, дъщеря на бившия министър на труда Линдолфо Колор. „Колор“ е португалска адаптация на немската фамилия Кьолер – дядото по майчина линия на Фернанду Колор е Линдолфо Леополдо Боекел Колор.
Колор е сенатор от Алагоас от февруари 2007 г., след като е избран за първи път през 2006 г. и преизбран през 2014 г.
Към 2017 г. той е най-младият жив бивш президент на страната.

## Семейство
Фернанду Колор се е женил три пъти. От първия си брак има двама сина, а от третия – две близначки.